# Вовковиський район
Вовкови́ський райо́н — адміністративна одиниця Білорусі, Гродненська область.

## Географія
Вовковиський район межує з Берестовицьким,  Свислоцьким, Мостовським, Зельвенським районом Гродненської області та Пружанським районом Брестської області. В районі розташований 191 населений пункт: 188 сіл, 2 селища міського типу та місто Вовковиськ.
Площа становить 1 192 км² (14-е місце серед районів). Район розташований в межах Волковиської височини. Переважають висоти 140-200 м. Найвища точка - 235,4 м (на схід від міста Вовковиськ).
Основні річки -  Рось (басейн Німан а),  Волпянка,  Нетупа,  Хоружівка,  Волковия.

## Джерел а
- Мапы і агульныя звесткі на emaps-online [Архівовано 26 квітня 2017 у Wayback Machine.]
- Здымкі на [Архівовано 5 листопада 2016 у Wayback Machine.] Radzima.org

| Білорусь | Це незавершена стаття з географії Білорусі. Ви можете допомогти проєкту, виправивши або дописавши її. |